# Shishou
Shishou är en stad på häradsnivå som lyder under Jingzhous stad på prefekturnivå i Hubei-provinsen i centrala Kina. Den ligger omkring 190 kilometer sydväst om provinshuvudstaden Wuhan. 